# Josef Remmele

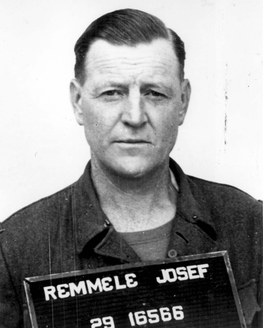
Josef Remmele in amerikanischer Internierung.

Josef Remmele (* 3. März 1903 in Auerbach; † 3. Dezember 1948 in Landsberg am Lech) war ein deutsches SS-Mitglied und Leiter des KZ Eintrachthütte. Als Kriegsverbrecher wurde Remmele in den Dachauer Prozessen zum Tode verurteilt und hingerichtet.

## Leben
Der Sohn eines Landwirts besuchte sieben Jahre die Volksschule und drei Jahre die Fortbildungsschule. Anschließend arbeitete er im landwirtschaftlichen Betrieb seiner Eltern, die 1907 nach Zusmarshausen gezogen waren. Remmele war verheiratet; aus der Ehe gingen zwei Kinder hervor. Zum 1. April 1930 trat er der NSDAP (Mitgliedsnummer 217.435) und zum 1. August 1932 der SS bei (SS-Nummer 41.969).
Nach der Machtübertragung an die Nationalsozialisten gehörte Remmele ab dem 29. Juli 1933 der Wachmannschaft des KZ Dachau an. Zunächst SS-Mann, wurde er im November 1938 zum SS-Oberscharführer und im Februar 1939 zum SS-Hauptscharführer befördert. Zwischen Juli 1938 und September 1942 war Remmele mehrfach für kurze Zeiträume in Dachauer Außenlagern eingesetzt. In Dachau fungierte er als Blockführer, Arbeitseinsatzführer und – nachweisbar für November 1940 – als Rapportführer. Der Dachauer Häftling Edgar Kupfer-Koberwitz berichtet in seinen Tagebüchern von Häftlingsappellen, bei denen Remmele kranke Häftlinge als Simulanten beschimpfte und ihnen gegen die Schienbeine trat.
Ab September 1942 gehörte Remmele zur Wachmannschaft des KZ Auschwitz und war bis Mai 1943 überwiegend im KZ Monowitz eingesetzt. Von Mai 1943 bis Juli 1944 leitete Remmele das KZ Eintrachthütte, ein Außenlager von Auschwitz. Mit Vorliebe soll Remmele Hunde auf Häftlinge gehetzt haben. Infolge einer Massenflucht von Häftlingen wurde Remmele als Leiter des Lagers Eintrachtshütte abgelöst und leitete anschließend das Außenlager Jawischowitz. Nach der „Evakuierung“ des Lagers im Januar 1945 wurde er in der Personalabteilung des SS-Wirtschafts- und Verwaltungshauptamtes (WVHA) in Berlin eingesetzt. Ab März 1945 war Remmele Wachmann in einem SS-Lager in Mysen in Norwegen, wo er am 6. Juli 1945 von britischen Streitkräften gefangen genommen wurde.
Als Angehöriger der Dachauer Wachmannschaft wurde Remmele in einem Folgeprozess zum Dachau-Hauptprozess vor ein amerikanisches Militärgericht gestellt. Zu den Anklagepunkten gehörte die Teilnahme an den Exekutionen sowjetischer Kriegsgefangener zwischen November 1941 und März 1942, die Selektion von Häftlingen für die sogenannten Invalidentransporte, bei denen er auch ihm unliebsame, gesunde Häftlinge zur Vergasung bestimmt habe, die eigenhändige Ermordung von mindestens fünf Häftlingen, die aktive Beteiligung am Vollzug sogenannter Lagerstrafen wie Baumhängen sowie zahlreiche Fälle, in denen Remmele Häftlinge geprügelt, getreten und gequält habe. Remmele bestritt die Anklagepunkte und behauptete, dass sich KZ-Häftlinge, die von ihm vor die Wahl zwischen einer Meldung und einer sofortigen Misshandlung gestellt worden waren, mehrfach für die sofortige Misshandlung entschieden hätten. Im Gerichtsverfahren zwischen dem 9. und 15. September 1947 wurde Remmele zum Tode verurteilt. Das Urteil wurde im Kriegsverbrechergefängnis Landsberg durch Hängen vollstreckt. Sein Leichnam wurde nach Dinkelscherben überführt.